# Хлинкова гвардия
Хлѝнкова гва̀рдия (на словашки: Hlinkova garda – Хлинкова гарда) е полувоенна организация на Словашката народна партия в периода 1938—1945 г. Името си получава в чест на Андрей Хлинка, словашки католически свещеник и политик.
„Хлинкова гвардия“ има за предшественик организацията Родобрана, която съществува в периода 1923—1927 г. Гвардията възниква на 8 октомври 1938 г., като първи командир е Карол Сидор.